# Nicolaas van Heloma (1798-1879)
Nicolaas van Heloma (Heerenveen, 25 juni 1798 - Arnhem, 16 september 1879) was een Fries advocaat, grietman en liberaal lid van de Tweede Kamer der Staten-Generaal.
Nicolaas van Heloma was een zoon van de drost en gecommitteerde ten Landdage Marcus van Heloma en Aletta Catharina van Scheltinga. Zijn broer Marcus was lid van de Gedeputeerde Staten van Friesland. Hij studeerde Romeins en hedendaags recht aan de Hogeschool te Groningen, waar hij in 1820 promoveerde op dissertatie, en werd korte tijd advocaat in Heerenveen. Tussen 1820 en 1849 was hij grietman van Weststellingwerf en tussen 1821 en 1840 ook lid van de Provinciale Staten van Friesland. Daarnaast was hij kapitein bij de Friesche schutterij (1831-1833), lid van de Commissie van de Landbouw in Friesland (1831), dijkgraaf van De Oude Lindedijk (1832-1842) en houtvester (1835-1852). In 1849 kreeg hij op eigen verzoek ontslag als grietman.
Tussen 1840 en 1850 was hij (pragmatisch) liberaal lid van de Tweede Kamer, maar hij behoorde niet tot de Thorbeckianen. In 1844 drong hij aan op een grondwetsherziening, en was hij betrokken bij de besprekingen over de indiening van een voorstel tot grondwetsherziening - maar uiteindelijk zette hij niet zijn handtekening onder het voorstel van de Negenmannen. In 1848 sprak hij onder meer bij de behandeling van de grondwetsherziening en de nieuwe kieswet, en stemde hij uiteindelijk vóór alle wetsvoorstellen tot herziening. Werd hij in 1848 nog herkozen, in 1851 moest hij het na herstemming afleggen tegen de liberaal Johannes Andreas de Fremery.
Van Heloma trouwde in 1820 te Oudeschoot met Grietje van Bienema, met wie hij drie zoons en een dochter kreeg. Grietje overleed echter in 1846, en in 1859 hertrouwde hij uiteindelijk in Amsterdam met Wilhelmina Johanna van Deudekom, met wie hij nog een dochter en een zoon kreeg.